# Aruba (azienda)
Aruba S.p.A. è una società italiana che offre servizi di data center, web hosting, email e registrazione di nomi di dominio. A ciò, si aggiungono servizi di connettività, housing, server dedicati, virtual private server, e di conservazione sostitutiva, posta elettronica certificata (PEC), firma digitale, oltre ad autenticazione SPID. Ad essi, si aggiungono soluzioni di Cloud Computing, Private e Public Cloud, Cloud della PA. Aruba è membro dell'AIIP e socio fondatore dell'Associazione Hoster e Registrars (AHR) e del CISPE (Cloud Infrastructure Service Providers of Europe). Inoltre, è Registro Ufficiale dell'estensione del nome a dominio .cloud.

## Storia
Fondata nel 1994 a Firenze come Technorail S.r.l., la società ha cominciato a muovere i primi passi nel settore con il marchio Technet.it. Nell'aprile 2000 il marchio è stato prima affiancato e poi sostituito da Aruba.it, che ha lanciato nel mercato prima un servizio di Free Internet dial-up, poi offerte di registrazione nomi a dominio ed hosting con spazio web illimitato.
Nel 2003 è stata inaugurata la webfarm di Arezzo, un data center di 2.000 m2 dove sono ospitati i web server. Nel 2004 la società, in occasione della trasformazione da società a responsabilità limitata a società per azioni, ha cambiato ragione sociale in Aruba S.p.A.. 
Nel 2005 ha allargato il bacino di utenza anche al mercato ceco e slovacco tramite Forpsi.com e, a seguire, ha consolidato la sua presenza anche in Ungheria.
Nel 2006 è nata Aruba PEC S.p.A., gestore certificato accreditato presso il Centro Nazionale per l'Informatica nella Pubblica Amministrazione (CNIPA), presente nell'elenco pubblico dei gestori di Posta Elettronica Certificata. Aruba PEC è anche Certification Authority abilitata dal CNIPA all'emissione di firme digitali. 
Il 2008 ha visto la nascita di Aruba Business. Sempre nel 2008 viene creata Aruba Media Marketing, divisione che si occupa al 100% di servizi di web marketing e pubblicità on-line. Nel marzo 2009 Aruba acquisisce il 100% di Actalis S.p.A., gestore di Posta Elettronica Certificata e Certification Authority di firma digitale, rafforzando la propria posizione in questo settore.
Il 29 aprile 2011 nel data center di Aruba ad Arezzo un incendio ha causato l'interruzione del servizio web per migliaia di siti. L'incendio ha coinvolto unicamente la sala dei gruppi di continuità, mentre le macchine server e le sale dati non hanno subito danni. Un fermo di minore rilevanza si era verificato il 6 ottobre 2010, quella volta dovuto ad errore umano, anche se inizialmente creduto imputabile al maltempo. Un altro fermo si è verificato l'8 luglio 2011, si pensa per motivi attribuibili ai gruppi di continuità; quest'ultima vicenda ha causato molto malcontento anche a causa della mancata informazione da parte dell'azienda.
Il 9 settembre 2011 viene attivato il servizio di Cloud Computing - attivo in tutta Europa attraverso il marchio Aruba Cloud - che è stato offerto in beta aperta e gratuita fino al 12 dicembre 2011. Il 10 dicembre 2012 viene attivato il servizio Cloud Object Storage. Nel 2013 Aruba acquisisce Homeonline s.r.l. attiva nel settore delle pratiche online con pubblica amministrazione e pubblici registri. Nel luglio 2013 hanno collaborato con la società Hacking Team nell'effettuare un IP hijacking per rendere nuovamente funzionante un suo prodotto di controllo remoto.
L'11 novembre 2014 Aruba vince l'asta per l'assegnazione dell'estensione di dominio .cloud, di cui Aruba PEC è Registro Ufficiale. Ad inizio 2015 Homeonline cambia marchio e diventa Pratiche.it. Durante il corso del 2015 le controllate italiane Alicom, Widestore e 9Net si fondono dando vita alla nuova divisione Aruba Business s.r.l. A settembre del 2016 fonda, insieme ad altri provider il CISPE (Cloud Infrastructure Services Providers in Europe), una coalizione di aziende di tecnologia focalizzate sulla fornitura di servizi di infrastruttura di cloud computing in tutta Europa, che ha come obiettivo l'adozione di un codice di condotta per la protezione di dati sul cloud, che prevede la possibilità per i clienti di provider di infrastrutture cloud di trattare e salvare esclusivamente dati all’interno di territori UE/SEE; lo stesso mese, l'operatore è abilitato a fornire lo SPID.
Ad ottobre del 2017 viene inaugurato il Global Cloud Data Center a Ponte San Pietro, vicino a Bergamo, terzo data center di proprietà in Italia certificato Rating 4 secondo la norma ANSI/TIA 942A. A febbraio del 2019 viene ufficializzata la divisione Enterprise con la creazione del marchio Aruba Enterprise dedicato alla progettazione e realizzazione di soluzioni IT ad-hoc per aziende e pubbliche amministrazioni. Nel 2020, con un investimento di 11 milioni di euro, acquisisce la società Idroelettrica Veneta S.p.A. A marzo 2021 Aruba entra nel mercato delle telecomunicazioni con l'offerta di servizi di connettività ultra-broadband nel territorio italiano, basati sulla rete interamente in fibra ottica (FTTH - Fiber To The Home). Il 15 giugno 2022 viene completata la migrazione del core data center e relativi servizi di Euronext da Basildon nel Regno Unito all'Aruba Global Cloud Data Center IT3 di Bergamo.
Nel novembre 2022, all’interno del Global Cloud Data Center vengono inaugurati due ulteriori Data Center (DC-B e DC-C) e l'Auditorium Aruba, con l'obiettivo di proseguire nel percorso di completamento del campus tecnologico e fornire un nuovo asset polifunzionale ad alto tasso tecnologico per la realizzazione di eventi.
A luglio 2023, Aruba annuncia la nascita di ArubaKube, spin-off del Politecnico di Torino e nuovo polo di eccellenza per lo sviluppo Cloud Native, una unit dedicata a progetti di ricerca e sviluppo in ambito cloud open source.
Il 2024 vede un nuovo taglio del nastro: il 2 ottobre Aruba inaugura l'Hyper Cloud Data Center, un nuovo campus di data center situato nel Tecnopolo Tiburtino a Roma. L'infrastruttura si estende su 74.000 m² e ospiterà a pieno regime cinque data center indipendenti, con una potenza totale di 30 MW IT.
Nel 2025 Aruba introduce anche Faktura Smart, una nuova soluzione di fatturazione elettronica rivolta al mercato polacco, pensata per imprese e professionisti. Il servizio integra innovazione e semplicità con l’affidabilità maturata in oltre 30 anni di esperienza nei servizi digitali.

## Prodotti
Aruba propone diversi servizi:
- Registrazione di nomi di dominio
- Hosting web con server Microsoft Windows oppure Linux
- Server dedicati e VPS
- Housing e colocation
- Posta Elettronica Certificata (PEC)
- Firma Digitale
- Conservazione sostitutiva
- SPID
- Fatturazione Elettronica
- Pratiche Online
- Servizi di data center (Progettazione e migrazione di infrastrutture IT, continuità operativa, Disaster Recovery, Data Center Extension)
- Soluzioni IT per Enterprise (settore bancario e assicurativo, energia e utilities, ordini professionali, produzione e manifattura, PA, Retail, sanitario e farmaceutico, Service Provider, telecomunicazioni e media, trasporti e logistica)

Inoltre, in qualità di principale provider cloud italiano, attraverso il portale dedicato, l'azienda offre anche servizi di cloud (Computing, Storage, Network, Container, Database, Backup, DRaaS, Observability, VPS, Bare Metal in modalità Public, Private e Hybrid).

## Struttura tecnica
I servizi di Aruba e delle società consociate sono erogati principalmente attraverso sette datacenter proprietari, di cui due ad Arezzo, il Global Cloud Data Center campus con 3 data center attivi a Ponte San Pietro, vicino a Bergamo, e l'Hyper Cloud Data Center campus con un data center attivo a Roma -  dedicati ai clienti Italiani e dell'Europa Occidentale, mentre un'ulteriore struttura (DC-CZ1) serve l'Europa Centrale e Orientale dalla Repubblica Ceca. Il Data Center di Arezzo IT1 si estende su 5 000 m², mentre il Data Center IT2 si estende su 2000 m²; il Global Cloud Data Center IT3 ha una superficie di 200000 m² e in termini di connettività è carrier neutral con possibilità di implementare soluzioni di connettività gestita; l'Hyper cloud Data Center IT4 si estende su 74000 m², collegato alle principali dorsali internet, dispone di interconnessioni multiple con gli altri data center nazionali dell'azienda. Altri Data Center del network si trovano in Germania (Francoforte), Inghilterra (Londra), Francia (Parigi) e Polonia (Varsavia), attivi per la fornitura di servizi cloud e funzioni specifiche di disaster recovery.

## Aruba.it Racing - Ducati Superbike Team

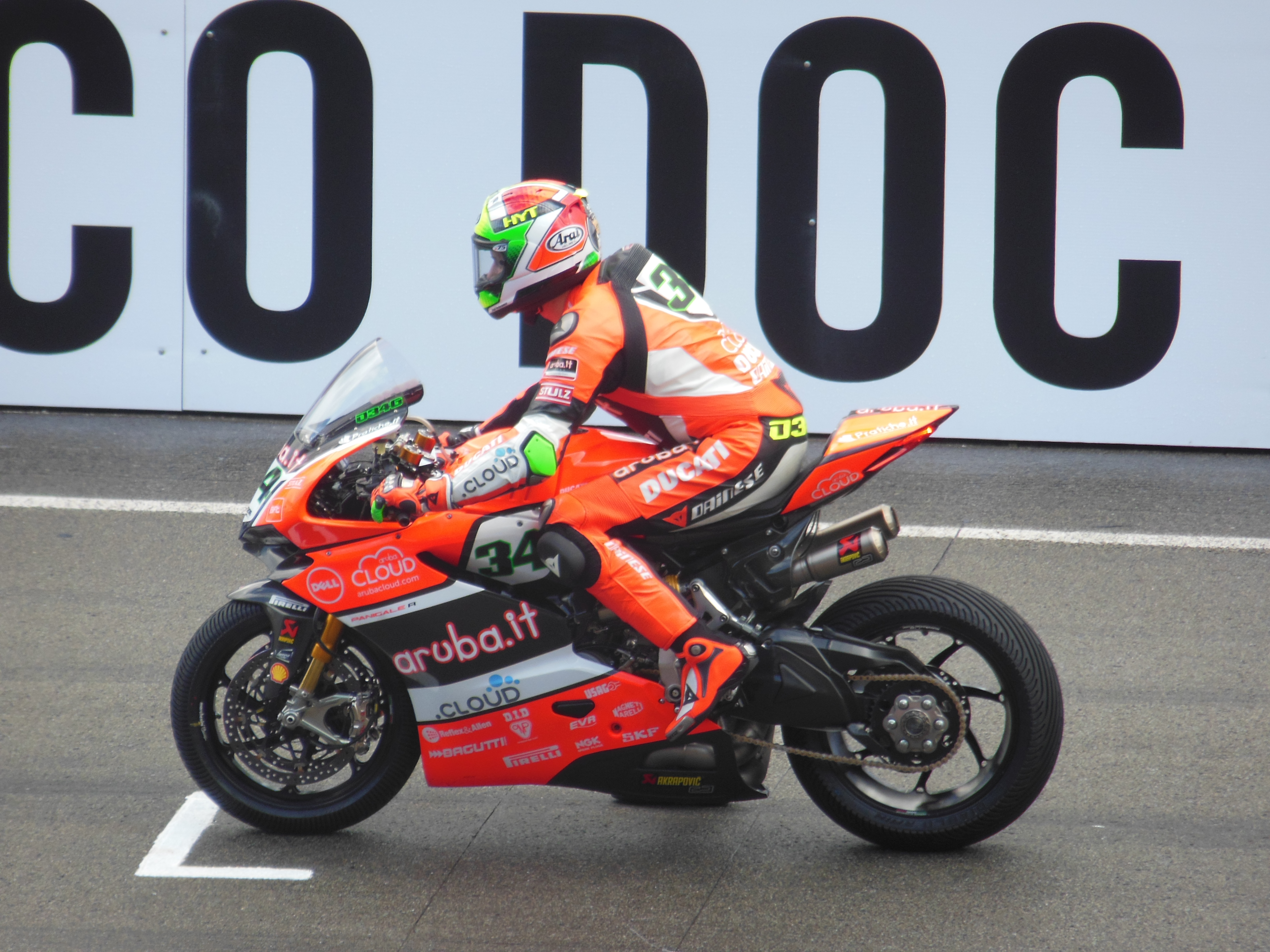
Davide Giugliano ad Assen nel 2016 su Ducati 1199 Panigale della squadra Aruba.it Racing

Nel 2014 inizia la partnership con Ducati Corse per partecipare al campionato mondiale Superbike, con la squadra che prende la denominazione di "Aruba.it Racing - Ducati".
Nel campionato mondiale Superbike 2015 il team ha ottenuto il 2º posto nella classifica piloti con Chaz Davies ed il 2º posto nella classifica costruttori.
Al termine della stagione 2016 ha ottenuto il terzo posto con Chaz Davies ed il settimo con Davide Giugliano; il 2º posto nel campionato costruttori.
Per la stagione 2017 a fianco del confermato Chaz Davies, è arrivato Marco Melandri e i due piloti hanno concluso la stagione rispettivamente al 2º e 4º posto finali e il 2º posto nel campionato costruttori.
Nello stesso anno, l'impegno è raddoppiato con l'Aruba.it Racing - Junior team all'interno del campionato europeo Superstock 1000, arrivando alla vittoria finale con il pilota Michael Ruben Rinaldi.
La stagione 2018 vede confermati Chaz Davies e Marco Melandri nel mondiale Superbike e Micheael Ruben Rinaldi come wild-card in tutte le gare europee.
Nella stagione 2019 Melandri viene sostituito con Álvaro Bautista, che chiude secondo in campionato ,dopo un ottimo avvio di stagione, accanto a Chaz Davies.
Nella stagione 2020, Scott Redding e Chaz Davies, chiudono rispettivamente in seconda e terza posizione, non ottenendo per due soli punti il titolo costruttori.
Nella stagione 2022, i piloti principali sono stati Álvaro Bautista (vincitore del titolo mondiale 2022) e Michael Ruben Rinaldi, che ha collaborato nella vittoria finale per il titolo costruttori. La coppia di piloti viene confermata anche per la stagione successiva, nella quale Álvaro Bautista, grazie ad un ottimo avvio di stagione con 15 vittorie nelle prime sedici prove, riesce a confermarsi Campione del Mondo.
Nel 2024 Nicolò Bulega prende il posto di Michael Ruben Rinaldi, fresco vincitore del Campionato Mondiale SuperSport. La stagione si chiude con il secondo posto di Bulega e il terzo posto di Álvaro Bautista nella Classifica Piloti, che consentono a Ducati di vincere nuovamente il titolo costruttori e al team Aruba Racing il titolo di Team World Champion. Nello stesso anno, Adrian Huertas ha conquistato il titolo di Campione del Mondo nella categoria WorldSSP.